# Lacul Alauksts
Alauksts este un lac glaciar situat în partea central-estică a Letoniei. Este inlcus în teritoriul rezervației naturale Vecpiebalga. Are o adâncime maximă de 7 m.